# Verwaltungsgemeinschaft Grafrath
Die Verwaltungsgemeinschaft Grafrath liegt im oberbayerischen Landkreis Fürstenfeldbruck und wird von folgenden Gemeinden gebildet:
1. Grafrath, 4052 Einwohner, 14,43 km²
2. Kottgeisering, 1609 Einwohner, 8,21 km²
3. Schöngeising, 1937 Einwohner, 12,86 km²

Sitz der Verwaltungsgemeinschaft ist Grafrath.
Ursprünglich gehörte der Gemeinschaft auch die Gemeinde Türkenfeld an, die namensgebend und Sitz der Körperschaft war. Türkenfeld wurde am 1. Januar 1980 aus der Verwaltungsgemeinschaft entlassen, gleichzeitig erfolgte die Verlegung des Sitzes und die Umbenennung.